# La Corita
La Corita es una localidad argentina ubicada en el departamento Concepción de la Provincia de Misiones. Depende administrativamente del municipio de Santa María, de cuyo centro urbano dista unos 9 km. Se encuentra a 4 kilómetros del río Uruguay.
Cuenta con un puesto de salud.

## Vías de acceso
Su principal vía de acceso es la ruta Provincial 2, que la vincula al este con Itacaruaré y al sudoeste con el acceso a Santa María y con Concepción de la Sierra.